# Riz Ahmed
Rizwan (Riz) Ahmed (Wembley, 1 december 1982) is een Britse acteur en rapper van Pakistaanse afkomst.

## Biografie

### Jeugd en achtergrond
Riz Ahmed werd in het Londense Wembley geboren. Hij is een moslim van Pakistaanse afkomst en een afstammeling van Sir Shah Muhammad Sulaiman, die in de jaren 1930 in Uttar Pradesh de eerste Indische rechter werd die door de Britten benoemd werd, en Mulla Mahmud Jaunpuri, een van de bekendste islamitische filosoof-wetenschappers van het Mogolrijk. De ouders van Ahmed waren van Karachi afkomstig en verhuisden in de jaren 1970 naar Engeland.
Ahmed studeerde aan de Merchant Taylors' School en de Christ Church van de Universiteit van Oxford. Hij behaalde een diploma in de richting Philosophy, Politics and Economics (PPE) en volgde dramalessen aan de Central School of Speech and Drama.

### Acteercarrière
In 2006 maakte Ahmed zijn filmdebuut in het docudrama The Road to Guantanamo van regisseur Michael Winterbottom. In de film speelde hij Shafiq Rasul, een gevangene uit Guantanamo Bay. Nadat de prent de Zilveren Beer voor beste regisseur had gewonnen op het filmfestival van Berlijn werd Ahmed samen met een collega tijdelijk gearresteerd op Luton Airport. In 2008 vertolkte hij het titelpersonage in de Britse thriller Shifty. Het leverde hem zijn eerste British Independent Film Award-nominatie op.
In 2010 vertolkte Ahmed de hoofdrol in de komedie Four Lions, wat hem zijn tweede British Independent Film Award-nominatie opleverde. Datzelfde jaar had hij ook een bijrol in de historische actiefilm Centurion. Voor zijn rol in Ill Manors (2012) werd hij eveneens genomineerd voor een British Independent Film Award. 
In 2014 speelde hij de assistent van Jake Gyllenhaals hoofdpersonage in de thriller Nightcrawler. In augustus 2015 werd Ahmed gecast in Rogue One: A Star Wars Story. Enkele maanden later werd hij ook toegevoegd aan de cast van Jason Bourne. In 2018 speelde hij mee in de western The Sisters Brothers van regisseur Jacques Audiard. Twee jaar later oogstte hij lof met zijn hoofdrol in de onafhankelijke film Sound of Metal (2019), waarin hij een drummer met gehoorverlies vertolkte.

### Muziekcarrière
Ahmed bracht in 2006 het satirisch rapnummer "Post 9/11 Blues" uit. Het nummer werd aanvankelijk niet uitgezonden op de Britse radio omdat de tekst als 'politiek gevoelig' bestempeld werd. Hij treedt op onder de naam Riz MC en bracht in 2011 zijn eerste album, MICroscope, uit. Hij nam samen met rappers Sway en Plan B ook de single "Shifty" op voor de gelijknamige film waarin hij zelf de hoofdrol vertolkte. In 2020 volgde met The Long Goodbye zijn tweede album. Datzelfde jaar vertolkte hij ook een rapper in de dramafilm Mogul Mowgli (2020). In 2022 was hij te horen op het album Give Me the Future van Bastille, in het nummer Promises.

## Prijzen en nominaties
| Jaar | Prijs         | Categorie                     | Film/Serie                                    | Resultaat   |
| ---- | ------------- | ----------------------------- | --------------------------------------------- | ----------- |
| 2017 | Emmy Award    | Beste gastrolacteur (komedie) | Girls (2012) (aflevering "All I Ever Wanted") | Genomineerd |
| 2017 | Emmy Award    | Beste acteur (miniserie)      | The Night Of (2016)                           | Gewonnen    |
| 2017 | Golden Globes | Beste acteur (miniserie)      | The Night Of (2016)                           | Genomineerd |

## Filmografie

### Film
- The Road to Guantanamo (2006)
- Shifty (2008)
- Rage (2009)
- Four Lions (2010)
- Centurion (2010)
- Black Gold (2011)
- Trishna (2011)
- Ill Manors (2012)
- The Reluctant Fundamentalist (2013)
- Closed Circuit (2013)
- Nightcrawler (2014)
- Jason Bourne (2016)
- Una (2016)
- City of Tiny Lights (2016)
- Rogue One: A Star Wars Story (2016)
- The Sisters Brothers (2018)
- Venom (2018)
- Weathering with You (2019) (stem)
- Sound of Metal (2019)
- Mogul Mowgli (2020)
- Encounter (2021)
- Nimona (2023) (stem)
- Relay (2024)
- The Phoenician Scheme (2025)

### Televisie
- Banglatown Banquet (2006) (tv-film)
- The Path to 9/11 (2006) (miniserie)
- Berry's Way (2006) (tv-film)
- Britz (2007) (tv-film)
- Wired (2008) (3 afleveringen)
- Dead Set (2008) (5 afleveringen)
- Freefall (2009) (tv-film)
- 10 Minute Tales (2009) (1 aflevering)
- The Fades (2011) (1 aflevering)
- The Night Of (2016) (8 afleveringen)
- The OA (2016–2019) (5 afleveringen)
- Girls (2017) (2 afleveringen)

## Discografie

### Albums
- MICroscope (2011)
- The Long Goodbye (2020)